# Kostimografija
Kostimografija je disciplina crtanja i kreiranja kostima za potrebe filma, kazališne predstave i ostalih scenskih umjetnosti.
Usko povezana sa scenografijom, postaje zasebna dosciplina tek između dva svjetska rata.
Kostimografijom se bavi kostimograf.